# Callianthemum kirigishiense
Callianthemum kirigishiense là một loài thực vật có hoa trong họ Mao lương. Loài này được (Ken Sato & Koji Ito) Kadota mô tả khoa học đầu tiên năm 2006.